# Generalski Stol
Generalski Stol es un municipio de Croacia situado en el condado de Karlovac. Según el censo de 2021, tiene una población de 2171 habitantes.

## Demografía
En el censo 2011, el total de población del municipio fue de 2 642 habitantes, distribuidos en las siguientes localidades:
- Brcković Draga - 30
- Crno Kamanje - 16
- Dobrenići - 308
- Donje Bukovlje - 98
- Duga Gora - 60
- Erdelj - 367
- Generalski Stol - 587
- Goričice Dobranske - 47
- Gorinci - 91
- Gornje Bukovlje - 232
- Gornji Zvečaj - 186
- Gradišće - 53
- Jankovo Selište - 78
- Keići - 40
- Lipa - 40
- Lipov Pesak - 36
- Mateško Selo - 34
- Mrežnički Brest - 42
- Petrunići -20
- Protulipa - 51
- Radočaji - 72
- Sarovo - 11
- Skukani - 55
- Tomašići - 68
- Trnovo - 14

| Gráfica de población de Generalski Stol 1857-2021 (solo la localidad) |
|                                                                       |
| Según los censos de población de la Oficina de Estadísticas Croata.   |